# Nationaal park Mljet
Het Nationaal park Mljet (Kroatisch: Nacionalni park Mljet) is een nationaal park in Kroatië, dat het westelijke deel van het Zuid-Dalmatische eiland Mljet beslaat.
Mljet is een van de dichtstbeboste eilanden in het Middellandse Zeegebied: 90% van het eiland wordt bedekt door bos, dat bestaat uit aleppodennen en groenblijvende steeneiken. Tot het park behoren ook de beide zoutmeren Veliko jezero en Malo jezero, die via de smalle Vrata Solina met de zee zijn verbonden.
Tot de zeldzame flora van het park behoren de boomwolfsmelk, de witte struikwondklaver en de Centaurea ragusina, een korenbloem die naar de nabijgelegen stad Dubrovnik is genoemd.